# Сайкин, Семён Фёдорович
Семён Фёдорович Сайкин (14 сентября 1914, Чепкас–Ильметево, Буинский уезд, Симбирская губерния — 10 сентября 2002, Чебоксары) — советский организатор высшего образования, учёный в области теоретической механики, педагог. Первый ректор Чувашского государственного университета имени И. Н. Ульянова.
Доктор технических наук, профессор, Заслуженный деятель науки Чувашской АССР.

## Вехи биографии
Учился на физико-математическом факультете Казанского государственного университета и в аспирантуре при кафедре механики.
Участник Великой Отечественной войны с июля 1941 года в составе 789-го артиллерийского полка. Воевал на Западном фронте, с декабря 1943 года — на 2-м Прибалтийском фронте. С апреля 1942 года был помощником начальника штаба 20-го армейского запасного полка по строевой части. Закончил войну в звании майора.
Кандидатскую диссертацию защитил в 1948 году, докторскую — в 1965. Научная специальность С. Ф. Сайкина — теоретическая механика.
Первый ректор Чувашского государственного университета имени И. Н. Ульянова. Избирался депутатом Верховного Совета СССР VIII и IX созывов, Верховного Совета Чувашской АССР Х созыва.

## Направление научной деятельности
Целью научных исканий С. Ф. Сайкина были технические задачи автоматического управления движением, обоснование и упорядочение использования новых, расширенных вариационных принципов при решении задач механики.

## Награды и звания
- орден Октябрьской Революции (13.09.1974)
- орден Отечественной войны II степени (11.03.1985)
- орден Трудового Красного Знамени
- орден Красной Звезды (25.10.1944)
- медаль «За боевые заслуги» (02.07.1943)
- другие медали
- знак «Отличник высшего образования СССР»,
- занесён в «Почётную книгу трудовой славы и героизма Чувашской АССР».
- Заслуженный деятель науки Чувашской АССР
- Почётный академик Национальной академии наук и искусств Чувашской Республики

## Основные труды
- О дифференциальных принципах механики // Ученые записки Казанского университета. — Казань, 1952. — Т. 112. — Кн. 9;
- Водонефтяной контакт и некоторые гидромеханические методы определения его положения. — Казань, 1964;
- Эффект поперечного вытеснения жидкости из слоисто-неоднородной пористой среды и возможности нового метода заводнения нефтяного пласта // Вопросы подземной гидромеханики. — Казань, 1968. — Вып. 5;
- Уравнения неголономных связей и процесс вывода уравнений движения // Вопросы прикладной математики и механики. — Чебоксары, 1974. — Вып. 4;
- Дифференциальные принципы механики (в соавт.)// Известия АН Чувашской Республики. — 1994. — № 2. — С. 26—60.